# Godfrey (komiker)
Godfrey C. Danchimah, Jr. (født 21. juli 1969), professionelt kendt som Godfrey, er en amerikansk komiker og skuespiller, der har optrådt på BET, VH1, Comedy Central og spillefilm som Soul Plane , Original Gangstas, Zoolander og Johnson Family Vacation.

## Filmografi
- Original Gangstas – Marcus
- Joe's Apartment – Cockroach (voz)
- Chain Reaction – Chidi Egbuna
- In the Weeds – Stan
- 30 Years to Life – Comedian
- Zoolander – Janitor Derek
- Johnson Family Vacation – Motorcycle Cop
- Soul Plane – Gaeman
- The Cookout – Jasper
- Short Fuse – Dogan
- Virginia – Griffin
- Phat Girlz – Akibo
- Stand Up – Dante
- Careless – Sabio
- A Dennis the Mence Christmas – Santa/Bob The Angel
- Show Stoppers – Final Judge
- The Sweep – Jerome
- Unemployed – Jamal